# Večernica
Večernica (večernjica; lat. Hesperis), rod dvogodišnjeg raslinja i trajnica iz porodice Brassicaceae. Postoji blizu pedeset vrsta raširenih po velikim dijelovima Euroazije, a mnoge su turski endemi. Nekoliko vrsta raste i u Hrvatskoj, to su obična (H. matronalis), šumska (H. sylvestris), ljepiva (H. laciniata) i dinarska večernica (H. dinarica).
Ovaj rod jedini je u tribusu Hesperideae.

## Vrste
1. Hesperis aintabica Post
2. Hesperis anatolica A.Duran
3. Hesperis armena Boiss.
4. Hesperis balansae E.Fourn.
5. Hesperis bicuspidata (Willd.) Poir.
6. Hesperis boissieriana Bornm.
7. Hesperis borbasii F.Dvorák
8. Hesperis breviscapa Boiss.
9. Hesperis buschiana Tzvelev
10. Hesperis cilicica (Siehe ex Bornm.) A.Duran
11. Hesperis dinarica Beck
12. Hesperis hamzaoglui A.Duran
13. Hesperis hartwegiana Kuntze
14. Hesperis hedgei P.H.Davis & Kit Tan
15. Hesperis hirsutissima (N.Busch) Tzvelev
16. Hesperis hyrcana Bornm. & Gauba
17. Hesperis inodora L.
18. Hesperis isatidea (Boiss.) D.A.German & Al-Shehbaz
19. Hesperis kitiana P.H.Davis
20. Hesperis kotschyi Boiss.
21. Hesperis kuerschneri Parolly & Kit Tan
22. Hesperis laciniata All.
23. Hesperis luristanica F.Dvorák
24. Hesperis matronalis L.
25. Hesperis microcalyx E.Fourn.
26. Hesperis multicaulis Boiss.
27. Hesperis nivalis Boiss. & Hausskn.
28. Hesperis novakii F.Dvorák
29. Hesperis odorata F.Dvorák
30. Hesperis ozcelikii A.Duran
31. Hesperis pendula DC.
32. Hesperis persica Boiss.
33. Hesperis podocarpa Boiss.
34. Hesperis pseudoarmena F.Dvorák
35. Hesperis pycnotricha Borbás & Degen
36. Hesperis robusta (N.Busch) Tzvelev
37. Hesperis sibirica L.
38. Hesperis slovaca (F.Dvorák) F.Dvorák
39. Hesperis steveniana DC.
40. Hesperis straussii Bornm.
41. Hesperis sylvestris Crantz
42. Hesperis syriaca (DC.) F.Dvorák
43. Hesperis theophrasti Borbás
44. Hesperis thyrsoidea Boiss.
45. Hesperis tosyaensis A.Duran
46. Hesperis transcaucasica Tzvelev
47. Hesperis tristis L.
48. Hesperis turkmendaghensis A.Duran & Ocak
49. Hesperis varolii A.Duran

## Sinonimi
- Antoniana Bubani
- Deilosma Spach
- Deilosma (DC.) Besser
- Diplopilosa Dvorák
- Kladnia Schur
- Micrantha Dvorák
- Neotchihatchewia Rauschert
- Plagioloba Rchb.
- Tchihatchewia Boiss.